# Marc Pacuvi
Marc Pacuvi (llatí: Marcus Pacuvius) (Brundusium, vers 220 aC - 130 aC) va ser un poeta tràgic romà. Té un nom gentilici osc, Pacuvi, i Enni era oncle seu. Va treballar a Roma a partir del 200 aC com a pintor i com a poeta, la primera doble vocació d'aquest tipus que tenim notícia a Roma. Per aquesta raó en la seva producció literària es limita a la tragèdia i a les praetextae o Fabula togata. La praetexta Paullus fa pensar que tingués un tracte amb Emili Paul·le el vencedor de la batalla de Pidna. A partir de Ciceró s'argüeix que Pacuvi tenia relacions amb el cercle dels Escipions. En edat tardana es retira per motius de salut a Tarent, on mor l'any 130 aC.

## Obres
Tragedies : Antiopa, Armorum, iudicium, Atalanta, Chryses, Dulorestes, Hermiona, Iliona, Medus, Niptra, Orestes, Pentheus, Periboea, Protesilaus, Teucer, Thyestes.
Praetexta: Paullus.
Varia: Saturae.